# 村上智信
村上 智信（むらかみ とものぶ、1969年10月9日 - ）は、日本の政治家、元経産官僚。日本維新の会所属の衆議院議員（1期）。

## 来歴
福岡県築上町生まれ。福岡県立京都高等学校、横浜国立大学工学部物質工学科卒業。東京大学大学院工学系研究科化学システム工学専攻修了。1995年4月、通商産業省（2001年から経済産業省）入省。経済産業省商務情報政策局医療福祉機器産業室長、同情報プロジェクト室長などを歴任し、2016年4月に退職。
2017年9月27日、第48回衆議院議員総選挙福岡11区への立候補を表明。同区は自由民主党の武田良太が地盤としており、村上は武田と確執のあるとされる麻生太郎副総理や麻生派の大家敏志参議院議員らと収まった写真を掲載したチラシを頒布するなど、保守分裂選挙の様相も呈した。10月3日、希望の党が1次公認候補を発表し、村上が同党から立候補することが明らかとなった。10月22日の投開票の結果、武田に敗れ落選。2021年10月31日投開票の第49回衆議院議員総選挙でも無所属で立候補したが、再び武田に敗れた。
2023年10月11日、日本維新の会が次期衆院選福岡11区に村上を擁立すると発表。2024年10月の第50回衆議院議員総選挙では、政治資金パーティー収入の裏金問題を受け党の役職停止処分を受けた武田を村上が猛追し、10月27日の投開票の結果、約2200票差で村上が勝利した。

## 選挙歴
| 当落 | 選挙                   | 執行日         | 年齢 | 選挙区       | 政党         | 得票数    | 得票率 | 定数 | 得票順位 /候補者数 | 政党内比例順位 /政党当選者数 |
| ---- | ---------------------- | -------------- | ---- | ------------ | ------------ | --------- | ------ | ---- | ------------------ | ---------------------------- |
| 落   | 第48回衆議院議員総選挙 | 2017年10月22日 | 48   | 福岡県第11区 | 希望の党     | 4万2335票 | 28.94% | 1    | 2/3                | 13/4                         |
| 落   | 第49回衆議院議員総選挙 | 2021年10月31日 | 52   | 福岡県第11区 | 無所属       | 4万996票  | 30.08% | 1    | 2/3                | /                            |
| 当   | 第50回衆議院議員総選挙 | 2024年10月27日 | 55   | 福岡県第11区 | 日本維新の会 | 5万8842票 | 45.00% | 1    | 1/3                | /                            |